# Villa Alhambra (Dillingen)

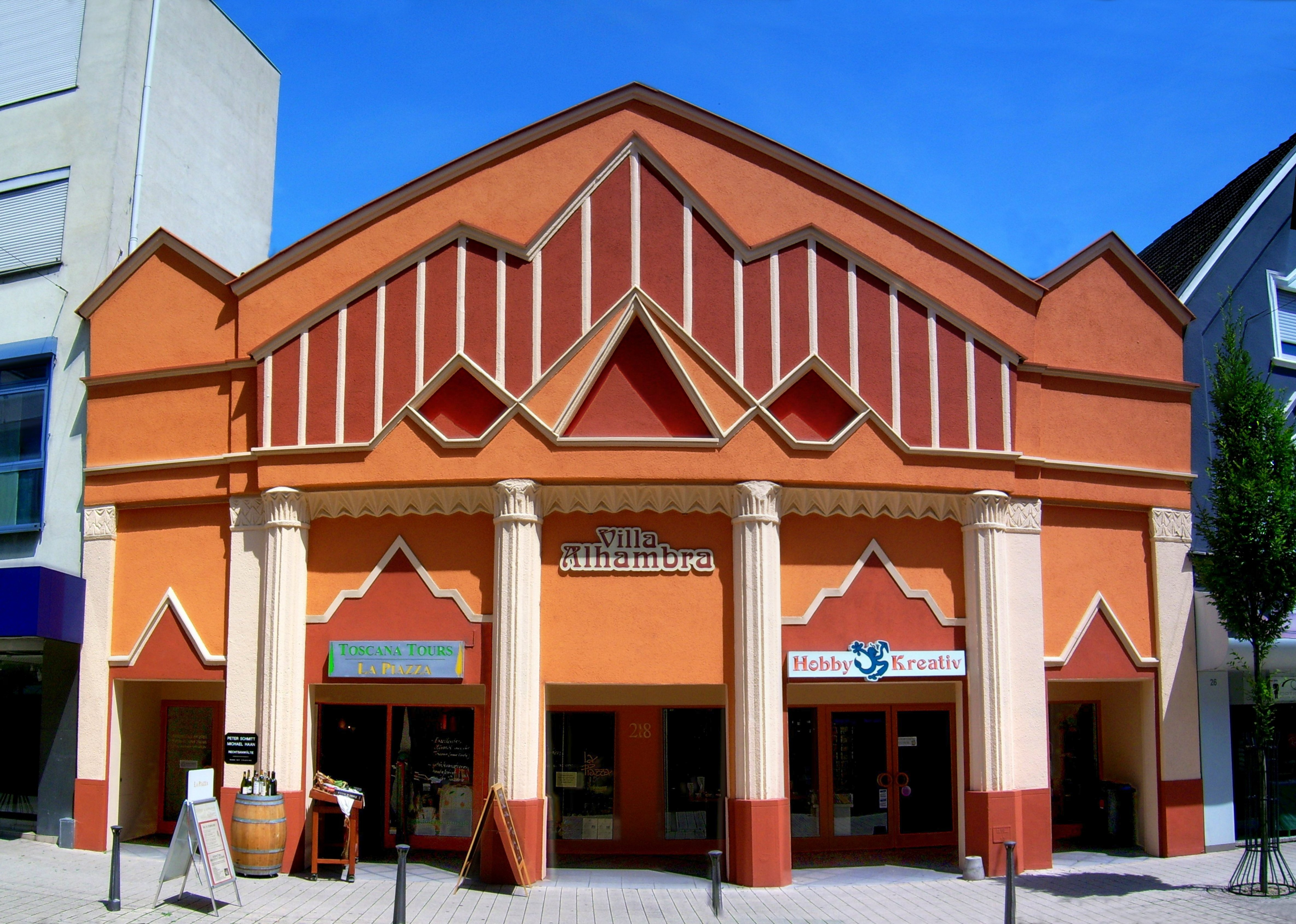
Villa Alhambra

Die Villa Alhambra von 1924 steht in der Hüttenwerkstraße 28 in Dillingen im Saarland. Den Namen Alhambra verdankt das denkmalgeschützte Gebäude seinen maurischen Stilelementen.

## Geschichte
Das ehemalige Kino geht auf einen an einen griechischen Tempel erinnernden Vorgängerbau von 1911 zurück, in dem das „Kinematographen-Theater Helios“ untergebracht war. Als Folge der Inflation wurde das Kino nach der letzten  Vorstellung am 22. März 1924 geschlossen. Nach dem Umbau in die heute noch bestehende Form wurde am Karfreitag dem 29. Mai 1925 der
„Der Demütige und die Sängerin“ gespielt. Parkett, drei Ränge und Logen mit Ventilation ersetzten den einfachen Saal.
Die Eintrittskarten für die von einem vornehmen Orchester begleiteten Vorführungen kosteten zwei bis sechs Franken. Auf die Konkurrenz des „Union“ mit seinem „großen Militärorchester“ wurde mit einer entsprechenden Erweiterung des eigenen Orchesters reagiert. Am 5. Juni wurde der erste Farbfilm vorgeführt.
In Folge des Kinosterbens wurde das Kino unter Beibehaltung der Fassade in ein Geschäftsgebäude umgebaut.